# スウェットパンツ

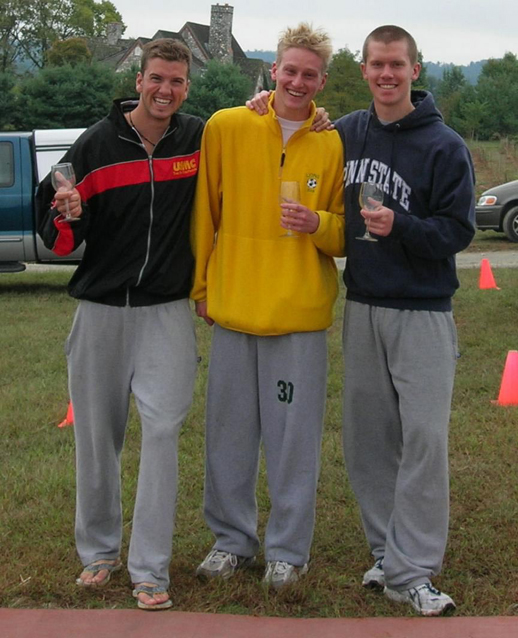
綿で出来たスウェットパンツ

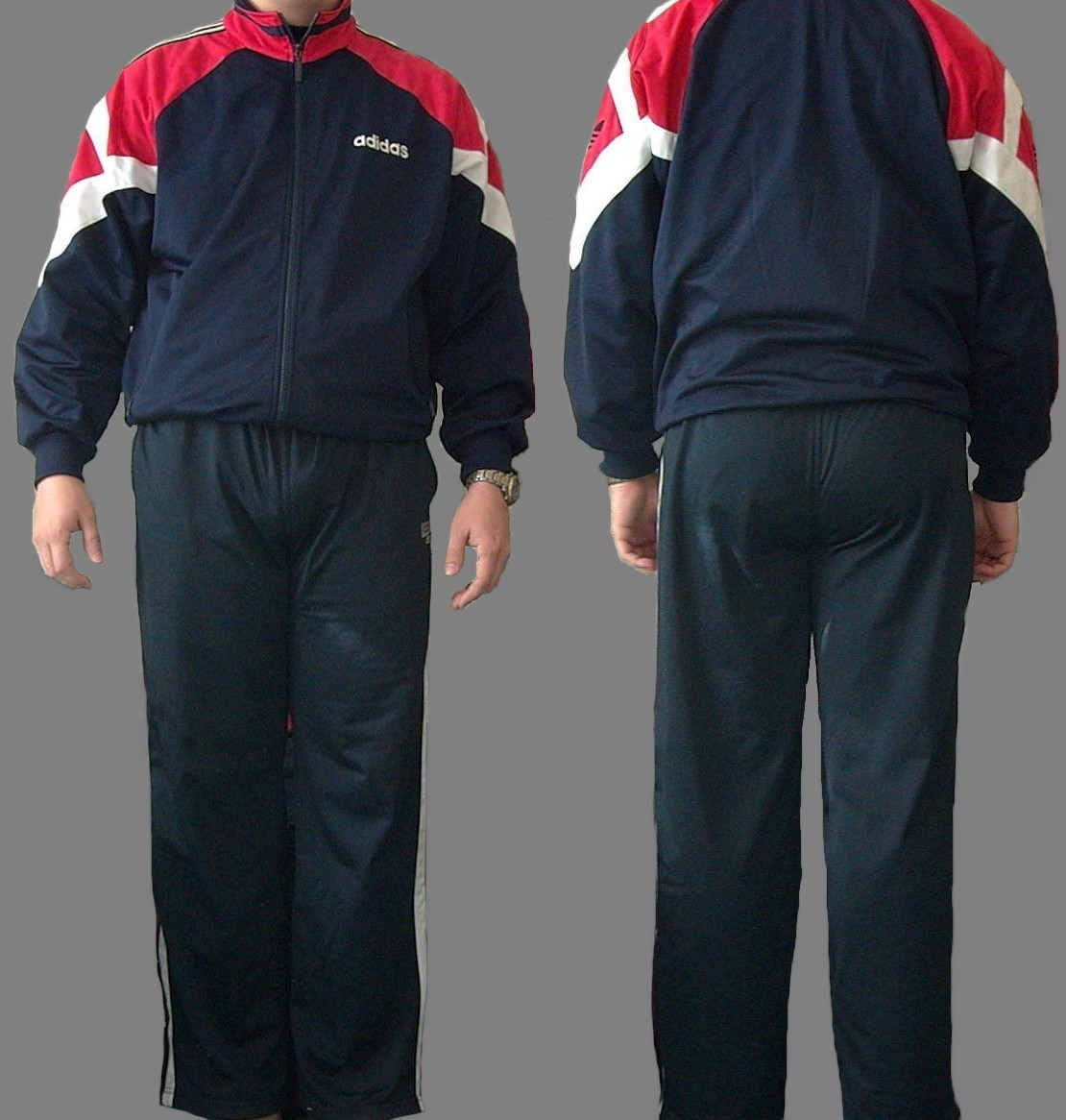
化繊で出来たスウェットパンツ

スウェットパンツ（sweat pants）とは、ゆったりとしていて吸汗性に優れた素材で作られたパンツ（ズボン）である。
トレーニングパンツに近い用途からリラクゼーションまで広く用いられる。
英国、豪州、ニュージーランド、南アフリカなど、英連邦系の国では"tracksuit bottoms"と呼ぶ。

## 種類

### デザイン別
足首をジャージで絞ったものが主流である。
ストレートタイプは、裾を細く絞り込んだテーパーシルエットで、寝巻き用として活用されるようになった頃から現われたもの。

### 素材別

#### ニット系
ダンボールニットという厚手の素材を用いたもので、古くから愛用されている。

#### フリース系
2000年代に入って人気が出始めた。ストレートタイプが主流。サイドにトレーニングパンツでも見直されているパイピングが入っているものが人気。

## 用途
- トレーニングウェアに近い用途で、近場に出かけたり防寒用に使われたりする。
- 寝巻き用として。スウェットやジャージやハーフパンツ（とTシャツ）などゆったりした衣服をパジャマの代わりに着用する。非常時に備えて、例えば、阪神・淡路大震災の時、着の身着のまま避難せざるを得なかったという教訓から用いる者もいる。
- 若い男女を中心に旅行中にどこでも寝やすいように移動で着たり、カジュアルウェアとして活用。女性の場合、稀ではあるがスカートの下に組み合わせるスタイルも見られる。
- 刑務所や少年院、少年鑑別所では、かつての囚人服に代わって活用。